# Blanka
Blanka je žensko osebno ime.

## Izvor imena
Ime Blanka izhaja iz romanskih jezikov. Nekdanji pomen imena razlagajo s špansko besedo blanca v pomenu »bela, svetla; bleda« 

## Različice imena
Bianca, Bianka, Blanca, Blanči, Blankica, Bjanka

## Tujejezikovne različice imena
- pri Čehih: Blanka
- pri Francozih: Blanche
- pri Nemcih: Bianka, Blanka
- pri Poljakih: Blanka
- pri Špancih: Blanca

## Pogostost imena
Po podatkih Statističnega urada Republike Slovenije je bilo na dan 31. decembra 2007 v Sloveniji število ženskih oseb z imenom Blanka: 1.015. Med vsemi ženskimi imeni pa je ime Blanka po pogostosti uporabe uvrščeno na 181. mesto.

## Osebni praznik
V koledarju je ime zapisano 2. decembra (Blanka, svetnica, † 1. dec. 1252 [god 2. dec.]).